# فرودگاه جهارسوگودا
فرودگاه جهارسوگودا (به انگلیسی: Jharsuguda Airport) یک فرودگاه نظامی با کد یاتا JSA است . این فرودگاه در کشور هند قرار دارد .

## شرکت‌های هواپیمایی و مقصدهای پروازی
| شرکت‌های هواپیمایی | مقصدهای پروازی                                  |
| ----------------- | ----------------------------------------------- |
| ایر اودیشا        | Angul، بیجو پاتنایک، Jeypore، رورکلا، Sambalpur |
| JAC Air           | سانری                                           |